# FK Jonava
Maillots
FK Jonava est un club professionnel de football basé à Jonava, en Lituanie. L'équipe participe à la A Lyga, la première division lituanienne, depuis 2016

## Histoire
Le club est fondé en 1946 à Spartakas, puis refondé en 1991 à Azotas. En 2015, le club remporte la I lyga (D2), et obtient une promotion en A lyga (D1).

### Repères historiques
- 1946 : fondation du club sous le nom de Spartakas
- 1990 : le club est renommé Azotas
- 1994 : le club est renommé Achema-Lietava
- 1996 : le club est renommé Lietava
- 2017 : le club est renommé Jonava

## Palmarès
- I Lyga (D2)
  - Champion (4) : 1992, 1998, 2012, 2015

## Maillots
| Domicile (2016) | Domicile (Depuis 2017) | Extérieur (Depuis 2017) |

### Couleurs
| JONAVA | JONAVA |

## Effectif professionnel actuel
- 2 février 2023

|   | Drapeau de la Lituanie | G | Martynas Matuzas  |  |  |  |  |  |
|   |                        |   |                   |  |  |  |  |  |
| 4 | Drapeau de la Lituanie | D |                   |  |  |  |  |  |
|   | Drapeau de la Lituanie | D |                   |  |  |  |  |  |
|   | Drapeau de la Lituanie | D | Džiugas Raudonius |  |  |  |  |  |
|   |                        |   |                   |  |  |  |  |  |
|   | Drapeau de la Lituanie | M | Artūras Rocys     |  |  |  |  |  |
|   | Drapeau de la Lituanie | M |                   |  |  |  |  |  |
|   |                        |   |                   |  |  |  |  |  |
|   | Drapeau de la Lituanie | A | L                 |  |  |  |  |  |
|   |                        |   |                   |  |  |  |  |  |